# Doug Scott
Pour les articles homonymes, voir Scott.
Sept sommets
Piolets d'or
Douglas Keith Scott, connu comme Doug Scott, né le 29 mai 1941 et mort le 7 décembre 2020, est un alpiniste anglais. Il est connu pour avoir réalisé la première ascension de la face Sud-Ouest de l'Everest le 24 septembre 1975. Scott et Dougal Haston sont les premiers Britanniques à escalader l'Everest. Il est le troisième à avoir reçu un Piolet d'or Carrière.

## Enfance
Doug Scott est né à Nottingham en Angleterre. Il s’intéresse à l'escalade dès l'âge de 12 ans après un voyage scolaire au White Hall Outdoor Activities Centre près de Buxton.

## Alpinisme
Doug Scott a participé à plus de 30 expéditions en Asie centrale et il est vu comme un pionnier dans l'escalade de haute altitude et de big wall. Il est connu pour avoir réalisé, avec Dougal Haston, la face Sud-Ouest de l'Everest dans une expédition dirigée par Chris Bonington. Ses autres ascensions ont été effectuées en style alpin. Il reçoit en 2011 le Piolet d'or Carrière.

## Ascensions notables
- 1974 : face sud-est et arête est du Changabang avec Dougal Haston et Chris Bonington.
- 1975 : première ascension de la face Sud-Ouest de l'Everest avec Dougal Haston, bivouac sous le sommet Sud à 8 760 m ;
- 1977 : ascension du Baintha Brakk, plus connu sous le nom de L'Ogre (au Pakistan), et descente avec les deux jambes cassées à la cheville ;
- 1978 : tentative sur la face Ouest du K2.
- 1979 : ascension de la crête Nord du Kangchenjunga.
- 1979 : ascension de la face Nord du Nuptse avec Georges Bettembourg, Brian Hall and Alan Rouse.
- 1981 :  arête est (arête de Ganesh) du Shivling avec Greg Child, Georges Bettembourg et Rick White.

Il a escaladé les sept sommets les plus haut de chaque continent.

## Community Action Nepal
Community Action Nepal est une association fondée par Doug Scott qui aide les Népalais à améliorer les conditions de vie dans les villages d'altitude.

## Tourisme responsable
Doug Scott fait la promotion du tourisme responsable. Il a mis en place sa propre agence de trekking en 1989 et paye ses porteurs et son équipe le double du salaire habituel avec des conditions de travail améliorées notamment sur les charges à porter et sur les vêtements fournis.

## Mort
En mars 2020, on lui diagnostique un lymphome cérébral inopérable. Il succombe à ce dernier le 7 décembre 2020.

## Livres
- Doug Scott, Himalayan Climber: A Lifetime's Quest to the World's Greater Ranges  (ISBN 1-898573-16-6).
- Doug Scott, Big Wall Climbing  (ISBN 0-7182-0967-2).
- Doug Scott and  Alex Macintyre, The Shishapangma Expedition  (ISBN 0-89886-723-1).
- Doug Scott, Mountaineer, 1992.
- Doug Scott, La première ascension de l'Ogre, une incroyable histoire de survie dans l'Himalaya, préface de Pierre Mazeaud, Les Éditions du Mont-Blanc[6].